# 이구동성
이구동성은 오리온에서 판매했던 과자였다. 지금은 단종된 과자이다.

## 특징
이구동성은 오리온에서 피자의 모습을 본따서 2006년에 출시하여 판매했던 과자였다. 판매했을 당시에는 2000원이란 가격으로 편의점에서 판매하였으며 피자의 향과 맛이 났던 과자이다. 제크와 비슷한 맛이 느껴지기도 하는 과자이며 과자에 아몬드가 들어갔던 상품이였다. 2006년에 출시된 이후로 7년간 쭉 편의점에서 판매되었으며 출시된지 7년후인 2013년에 최종적으로 단종된 과자이다.

## 같이 보기
- 오리온
- 과자
- 피자